# Љубица Бељански Ристић
Љубица Бељански Ристић (Болцано, 1945) је драмски педагог, оснивач Дечјег драмског студиа "Шкозориште", Студија стваралачког васпитања "Школигрица", уметнички руководилац и програмски координатор Битеф Полифоније, пратећег програм Београдског интернационалног театарског фестивала БИТЕФ, оснивач и дугогодишња председница Центра за драму у едукацији и уметности ЦЕДЕУМ.

## Биографија
Рођена 1945. године у Болцану, Италија. Од 1948. године живи у Пули где се школовала и завршила Учитељску школу и Педагошку академију. Од 1971. године живи и ради у Београду где је дипломирала југословенску књижевност и српскохрватски језик на Филолошком факултету и радила у просвети, издаваштву и култури. Од 1971. до 1977. године ради годину дана у Омладинском листу "Сусрет", шест година у Туристичкој штампи и пола године у Основној школи "Јован Цвијић" у Београду.
Од 1977. године (као спољњи сарадник) а од 1978. запослена као стручна сарадница, касније уредница програма, а од 1992 - 2010. године уметнички руководилац и директорка Центра за културу  "Стари град" (УК Пароброд). Исте године оснива Дечји драмски студио "Шкозориште" који води до 2005. године, где уводи иновативне, креативне и интерактивне програме и радионице од којих су посебно значајни они који промовишу драму као метод и пројекте драмских радионица и позоришта поратиципације за, са и од деце и младих. Од 1978. је члан Југословенског центра АСИТЕЖ и делегат/учесник на конгресима АСИТЕЖ и Секције за драму у образовању АИТА-е. Године 1981. оснива са групом младих сарадника, уметника и других стручњака из области образовања и културе, Студио стваралачког васпитања "Школигрица" за децу предшколског узраста, који води до 2006. године.
Од 1983. године до данас је ауторка практично истраживачких чланака, колумни и стручних текстова у часописима и књигама из области игре, стваралачког и драмског васпитања и образовања, позоришта за децу и културе и медија. Водитељка радио и ТВ емисија на РТС везаних за игру, стваралачко васпитање, драму/позориште у образовању и школу (Причаоница, Игрологија, Дете и ТВ, Пут ка новој школи, Школа за будућност...).
Од 1984. године непосредно учествује као практичар - истраживач у пројектима Института за педагогију и андрагогију у Београду: "Драмско изражавање у предшколском васпитању" и од 1989/1991. године "Реални и фиктивни планови вођене социо-драмске игре". Од 1992. године води националне пројекте и учествује у међународним пројектима, води бројне семинаре и радионице из области креативне драме и позоришта партиципације у који се укључује велики број позоришних уметника, наставника и стваралаца из других стваралачких и стручних области, посебно психосоцијалне подршке у кризним ситуацијама. Исте године реализује пројекте уз подршку Министарства просвете, Министарства културе, Фондације за отворено друштво Београд, Европске фондације за културу, IRRSAE Veneto, Save the Children UK, CARE International, COOPI Internazionale, УНЕСКО, УНИЦЕФ, ЕУ и Европске комисије. Од 1999. оснивачица и председница је Центра за драму у едукацији и уметности ЦЕДЕУМ, националног центра Међународне асоцијације за драму/позориште и образовање ИДЕА, а од 2014. године постаје њен почасни члан.
Од 2000. године ауторка је првих акредитованих програма обуке наставног кадра за област драме/позоришта у образовању. У годинама које следе залаже се за унапређивање области уметности у образовању, посебно драме и позоришта. Исте године постаје уметнички руководилац и програмска координаторка прве Полифоније  у оквиру пратећих програма Београдског Интернационалног Театарског Фестивала БИТЕФ у виду презентације ЕЦФ и ОСФ пројекта "Уметност за друштвене промене - Игром против насиља", следећих година у континуитету уредница програма и креатор специфичног "полифоног концепта" развоја програма посвећеног улози уметника и других стручњака у раду за, са и од деце и младих. Од 2015. године до данас. поставља "полифони концепт" рада уредничког тима као модераторка.
2003. године постаје члан оснивачке групе АСИТЕЖ центра Србије, њен председник до 2007. године и надаље њен почасни члан.
Ауторка је програма "Драма и покрет" у оквиру предмета уметности (поред визуелних уметности и музике), који се реализовао као резултат реформе образовања у првом разреду основне школе у Србији школске 2003/2004. године. Политичке промене утицале су на заустављање реформе и даљи развој овог програма. Од 2005/2011 чланица је стручног тима и координатор/тренер пројекта "Школско Форум позориште за школу без насиља", посебног модула у оквиру програма «Школа без насиља» у организацији УНИЦЕФ-а и Министарства просвете (укључено око 170 школа широм Србије). Од 2005. чланица је међународне мреже "Игровни светови" (Playworlds), групе експерата у истраживачком пројекту за област игре и уметности у образовању које се спроводи у пет земаља (САД, Шведска, Финска, Јапан и Србија). Од 2014. године консултант је у истраживачком тиму креирања е-базе података културне понуде намењене деци и младима Завода за проучавање културног развитка Србије у пројекту "Културна партиципација и културно наслеђе".
Чланица је: Пријатељи деце Србије од 1983 а председница од 2015/2019; International Playworld Network од 2005;  Установа културе "Пароброд" (почасни сарадник од 2010); ISCAR Међународно удружење за истраживања у култури (2011);  "Ура Култура" - Покрет за бољи положај културе за децу и младе од 2013; Завод за проучавање културног развитка, консултантска група у пројекту "Културна партиципација и културно наслеђе" од 2014; Европски покрет у Србији, Форум за културу од 2015; Доситејева задужбина, програмски савет од 2018; Министарство просвете, централна радна група за израду јединствених основа програма васпитно-образовног рада за децу предшколског узраста, прво издање 1992, Комисије за развој школског програма - Обласно-предметна комисија за образовну област Уметности 2003, Просветни савет Републике Србије 2003, радна група за предшколско образовање и васпитање за израду Националне стратегије за развој образовања 2011; Министарство културе, радна група за културу за децу 2008, радна група за израду Националне стратегије културног развоја – подгрупа за међуресорну сарадњу култура/образовање 2011, Комисија за избор пројеката по Конкурсу за област савременог стваралаштvа за културне делатности деце и за децу и младе 2011, 2014, 2016; Полифонија театар, Управни одбор од 2021 до данас.

## Награде и признања
- Плакета "Најбољима за рад са најмлађима", Градска конференција дечје заштите града Београда 1985.
- Признање за допринос у области дечје заштите, Републичка заједница дечје заштите, 1987.
- "Premio Veneto per la Pace", међународна награда за партнерство "Школигрице" у пројекту "Два града - један мир", IRRSAE, Венето, 1993.
- "Болоња за Мир", међународна награда за допринос и промоцију мира и разумевање међу народима кроз уметност, Центар за источну Европу и Балкан, Болоња, Италија 1997.
- "Грозданин кикот", међународна награда за међународни рад и допринос у области драмског васпитања, Центар за драмски одгој БиХ, Мостар 1999.
- Специјално признање за јубилеје у 2007. години - за 30 година рада у области драмске педагогоје и истраживачког пута примене позоришних метода у едукацији младих од Шкозоришта до Битеф Полифоније, Управни одбор АСИТЕЖ Србија, Национални центар Међународне асоцијације позоришта за децу и младе АСИТЕЖ 2008.
- "Златни беочуг", за трајан допринос култури Београда, Културно-просветна заједница Београда 2011.
- "Породица бистрих потока", за подстицај појединца, интелектуалца и уметника у борби за планету, Еколошко-уметничка комуна Породица бистрих потока и Удружење књижевника Србије, 2016.
- Награда за животно дело "Мали принц", за изузетан допринос развоју културе и сценске уметности за децу, Међународни фестивал позоришта за децу у Суботици, 2017.
- Јубиларна награда за 40 година од оснивања Дечјег драмског студија "Шкозориште" АСИТЕЖ Србија, Национални центар Међународне асоцијације позоришта за децу и младе АСИТЕЖ 2018.
- Награда за трајан допринос развоју драмског и казалишног одгоја те одгоја за умјетност и путем умјетности остварен дугогодишњим умјетничко-педагошким, знанственим, публицистичким те заговарачким дјеловањем на подручју цијеле јужнославенске регије (за 2018. годину), Хрватски центар за драмски одгој ХЦДО 2019.
- Награда "Фармакопеина коцка" за дугогодишњу сарадњу и подршку развоју драме/позоришта у образовању у Фармацеутско- физиотерапеутској школи у Београду, Театар Фармакопеа, Фармацеутско-физиотерапеутска школа у Београду 2019.
- Награда 2020 програму Битеф Полифонија, за изниман допринос промицању и развоју казалишног и драмског одгоја у ширим регионалним оквирима, Хрватски центар за драмски одгој ХЦДО
- Плакета Битеф Полифонији - Пратећем програму Битеф фестивала за јубиларних 20 година програма, АСИТЕЖ Србија 2021.

## Одабрана дела
- "Школигрица" – Студио стваралачког васпитања, Предшколско дете, 1983.
- " Игрологија" - колумна у ТВ Новостима, 1989 - 1991.
- " Дете и ТВ " -  страна у ТВ Новостима, 1991 - 1992.
- " Како да се ради", Практично упутство за стварање и вођење радионица «Буквара дечјих права», Пријатељи деце Србије, Одбор за заштиту права детета, 1995.
- " Корак по корак 2", Приручник за родитеље и васпитаче - Васпитање деце од три до садам година, Креативни центар, 1997.
- "The Cultural Centre Stari Grad (in Belgrade) and its Programmes", European Journal of Intercultural Studies, Volume 10, Number 3, Carfax    Publishing, 1999.
- " Драма", Атина, 2007.
- " Позориште и млади − модел који обећава", Театрон, Часопис за позоришну уметност, број 144-145, година XXXIII, Музеј позоришне уметности, Београд, 2008.
- " From Play to Art – From Experience to Insight, Mind, Culture and Activity ", An International Journal, Volume 15, Number 2, Routledge, 2008.
- " Боље је правити добра и лепа дугмета него лоше бродове:"
- " 60 година Малог позоришта "Душко Радовић",  Мало Позориште "Душко Радовић", 2009.
- " Making a World of Difference, A DICE resource for practitioners on eucational theatre and drama, Drama improves Lisbon Key Competences in     Education", EU Comenius Project, DICE Consortium, 2010.
- "Playworlds - An Art of Development, Play and Performance, Play&Culture Studies", Volume 11, TASP, University Press of America, 2011
- "Културна партиципација и културно наслеђе", Студије културе, Часопис за теорију и социологију културе и културну политику Култура, број 146, Београд, 2015.
- "Цедеум, Битеф Полифонија и ми" - актуелно у процесу, Драмски одгој, е-гласило Хрватског центра за драмски одгој, Загреб, број 19, 2017.
- "In search of Polyphonic Concepts of Participatory Theatre and Art for Social Change – Almost Half a Century of Engagement", Work in progress, Applied Theatre, Tim Prentky Publication, London, 2019 - 2020.

## Одабрани пројекти
Аутор концепта/уметнички руководилац/координатор пројекта:
- "Шкозориште", 1977-1999. представе позоришта партиципације: "Шкозориште", "Ја из Бегиша", "Ми, ви, сви...", "Шкегула", "Стошклица", "Двориште, шума, џунгла...", Дечја Хамлет радионица за одрасле и др.
- ЕЦФ Пројекат "Уметност за друштвене промене – игром против насиља" у сарадњи са театрима: Дах театар, Театар Мимарт, Svan, ЕргСтатус и др. 1999 – 2004
- Програм Битеф Полифоније, Битеф Театар, од 2000. до данас
- “Од драмске почетнице до форума школских позоришта”, Партиципаторни програми, УНЕСКО 2004
- “Између две реалности” и “Инклузивно образовање – Од праксе ка политици”, Фонд за отворено друштво, 2004
- “Три школска друга - игра, драма, позориште”, “Драмска почетница” и “Школа за будућност- концепт културе партнерства”, Министарство просвете и културе Србије, 2004/08.
- “Школско Форум позориште за школу без насиља”, програм  “Школа без насиља”, УНИЦЕФ и Министарство просвете, 2005 до данас;
- “Покажимо се…заједно”, “Театар за етнички дијалог”, COOPI Internazionale и “Наступам да заступам”, “Млади активисти” и “Поглед с друге стране“ CARE International, Европска комисија - Иницијатива за демократију и људска права, 2003/2006
- Пројекат DICE " Драма унапређује кључне образовне компетенције Лисабонске стратегије образовања», ЕУ пројекат, COMENIUS, 2009/11.
- “Нови креативни избори – Грађење отвореног система образовне драме и позоришта као подстицај инклузије Рома”,осам земаља из региона, Фондација за отворено друштво – Програм за културу и уметност, Будимпешта, 2010 – 2013
- "Савремено позориште приче за децу и младе и ромска традиција причача у интеракцији", Министарство култутре Србије, 2012
- “Од метода у настави до школског Форум позоришта”, партнер УК Пароброд, акредитован програм стручног усавршавања наставника Завода за унапређивање образовања и васпитања и Министарства просвете и науке Србије 2011/2014
- "Селице", истраживачки пројекат на тему миграција и питања актуелизације и трансформације школске лектире, Наставничка платформа Коцка је бачена од 2016
- "Игре стваралачких пројеката - Нове Школигрице и Шкозоришта", у оквиру пројекта Завода за проучавање културног развитка "Културна партиципација и културно наслеђе", у партнерству са УК "Пароброд", подршка Министарство културе Србије, 2016.
- "МИ, ВИ, СВИ... У ТРАГАЊУ ЗА ПОЛИФОНИМ КОНЦЕПТИМА ПОЗОРИШТА ПАРТИЦИПАЦИЈЕ", годишњи пројекат: јавне презентације пређених процеса и остварених продукција у виду акционих, стваралачких, истраживачких и уметничких радионица/представа позоришта партиципације у оквиру 18. Битеф Полифоније и обележавање 40 година од оснивања партиципативног позоришта "Шкозориште" и професионалног рада Љубице Бељански-Ристић у области иновативних, креативних и партиципативних форми драмског стваралашта и позоришне уметности, подршка Битеф Театар, УК Пароброд и Министарство културе и информисања Србије, 2017.
- "У ПОТРАЗИ ЗА ДРАМОМ У ОТВОРЕНОМ ОБРАЗОВАЊУ", Предавање/Презентација/Радионица на 8. Међународној конференцији "Позориште/Драма и извођачке уметности у образовању - Утопија или неопходност" у Атини, Грчка, 2018. године
- "РАДИОНИЦА БАСНОПИСАЦА", Иновативне методе, концепти креативне корелације и актуелности света басне; одобрен програм сталног стручног усавршавања наставника Завода за унапређење васпитања и образовања за школску 2018/19, 2019/2020. и 2020/2021.годину. Носилац обуке: Доситејева задужбина
- "ИГРА ЗА ЖИВОТ - ПОЛИФОНИ КОНЦЕПТИ ПОЗОРИШТА ПАРТИЦИПАЦИЈЕ", Реализатор "Полифонија театар" уз подршка Секретаријата за културу града Београда 2021
- "КУЛТУРНО НАСЛЕЂЕ И АКТУЕЛНА ПОНУДА У ИНТЕРАКЦИЈИ", реализатор Установа културе "Пароброд" уз подршку Секретаријата за културу града Београда 2021
- "ПОЛИФОНИ КОНЦЕПТИ НАСЛЕЂА И АКТУЕЛНЕ СТВАРАЛАЧКЕ ПРАКСЕ РАЗВИЈАЊА ДЕМОКРАТСКЕ КУЛТУРЕ (StagEksperiment), реализатор: "Полифонија театар" уз подршка: Фондација за отворено друштво Србија 2021